# أهوار القرنة
أهوار القرنة هي مجموعة من الأهوار في العراق بين منطقة قضاء قلعة صالح والقرنة والناصرية تاريخيا كانت هذه الأهوار تتغذى بالمياه بشكل رئيسي من فروع نهر دجلة المتفرعة باتجاه الجنوب من العمارة وبضمنها شط الميمونة. وكان الهور مغطى بكثافة عالية القصب وتعد بحيرتا الزكري وبغداد من البحيرات البارزة الدائمة الواقعة حول مركز الهور وكانتا ذات عمق يصل إلى 3 أمتار بموازاة الحافة الشمالية للهور هناك شبكات كثيفة من المصاب الفرعية والتي كانت مواقع لزراعة الرز وفي صيف 2004 بقي الجزء المركزي الأوسط من الأهوار المركزية جافا وأعيد غمر السطح الخارجي لأهوار القرنة بالمياه بما في ذلك الجزء الشمالي الغربي هور عودة والجزء الجنوبي الغربي هور أبو زرك والجزء الجنوبي أهوار الجبايش واستثمرت الحواف الشرقية والشمالية الشرقية من الأهوار المركزية لزراعة القمح .